# Ihlow (Ostfriesland)

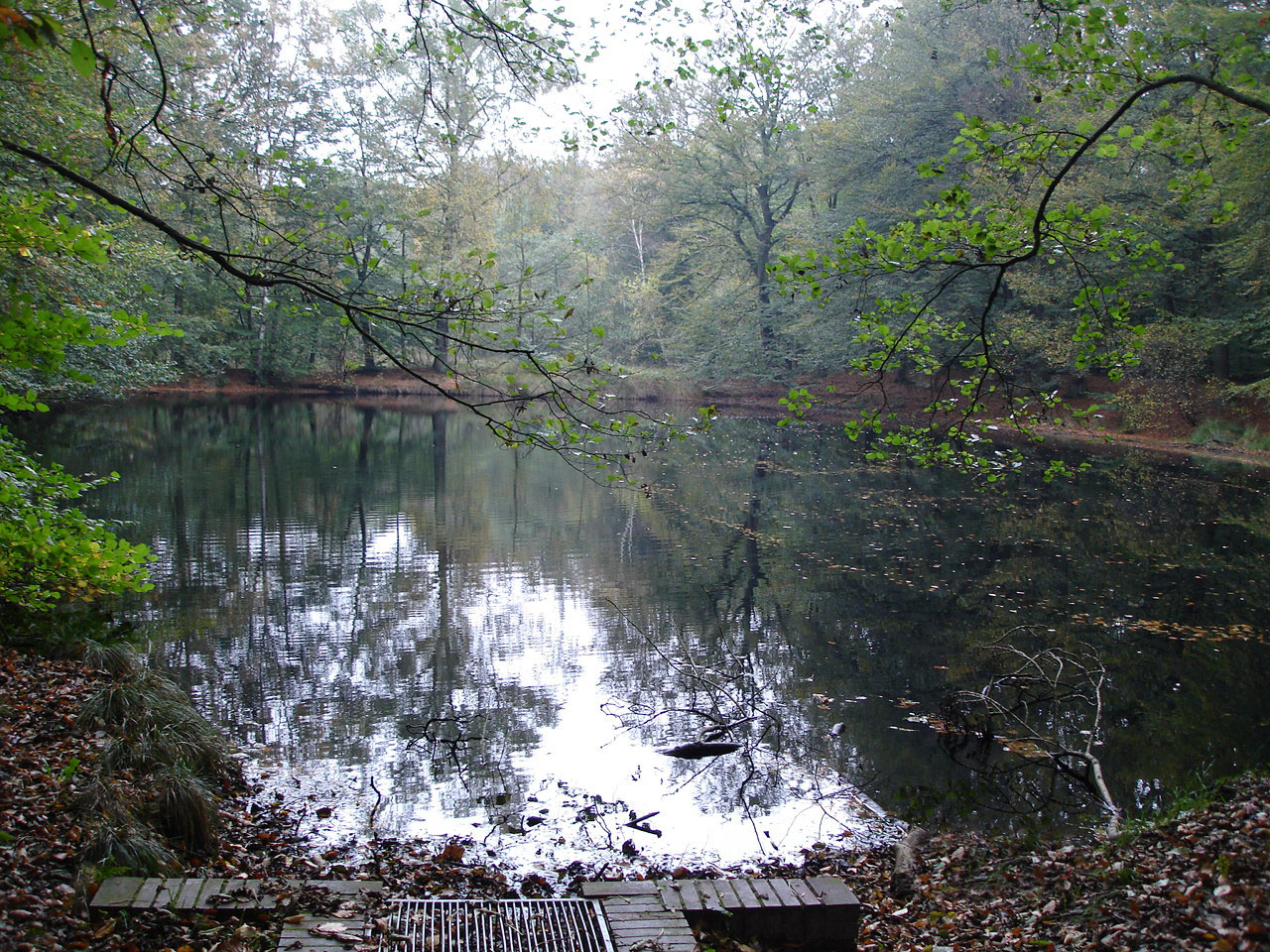
Ihlows kloster låg i Ihlower Forst

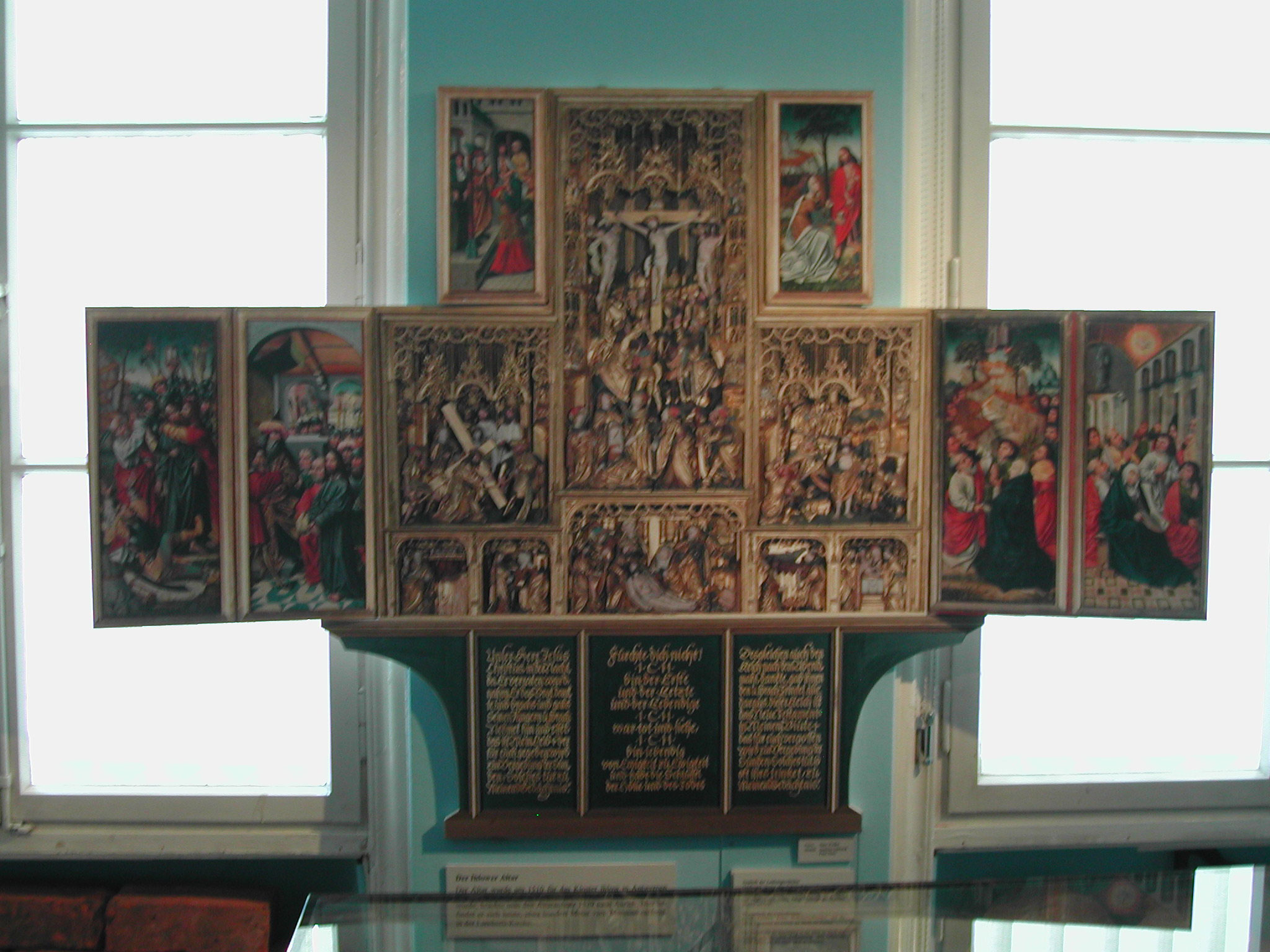
Altaret från den gamla klosterkyrkan

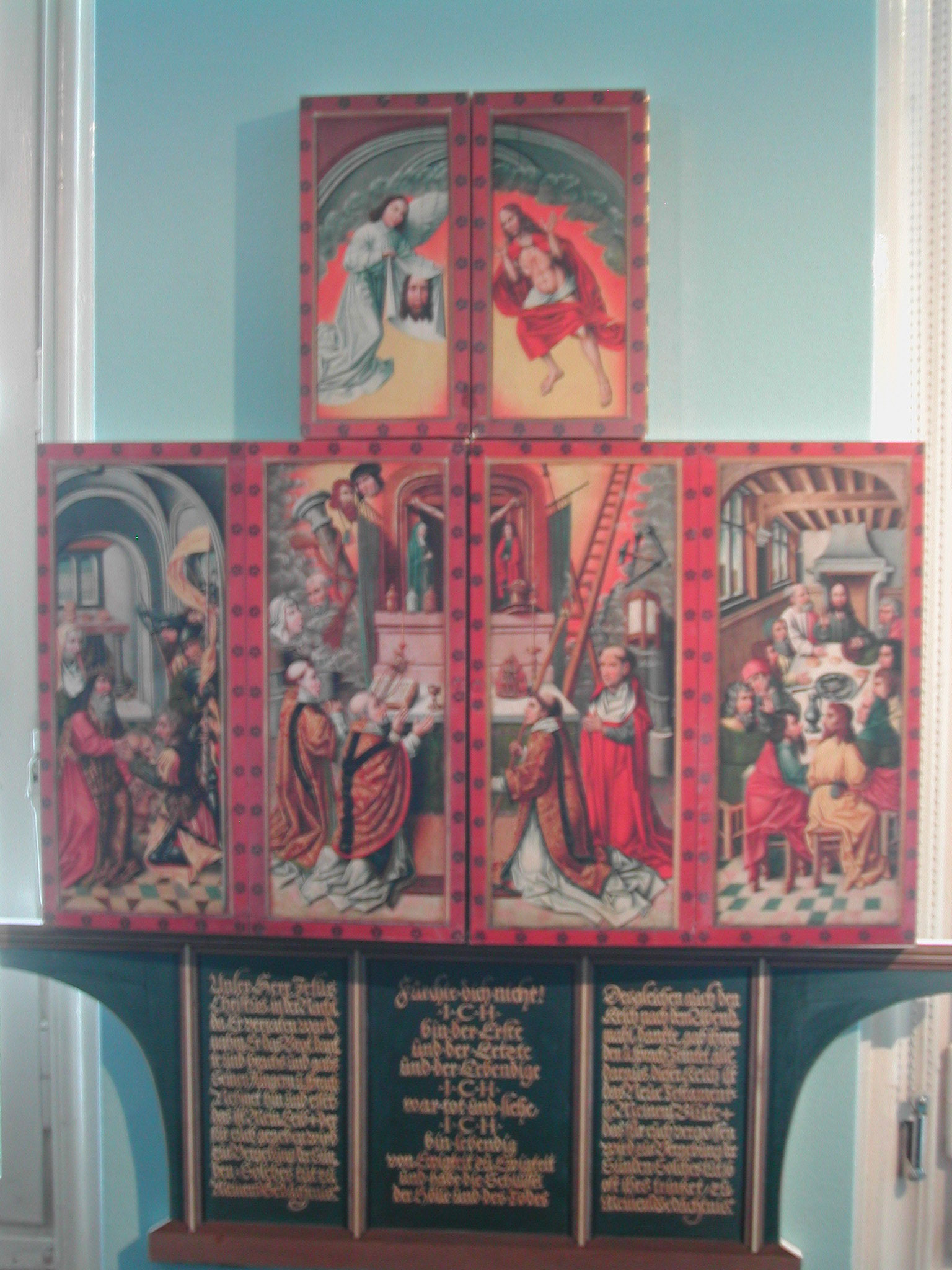
Altaret från den gamla klosterkyrkan

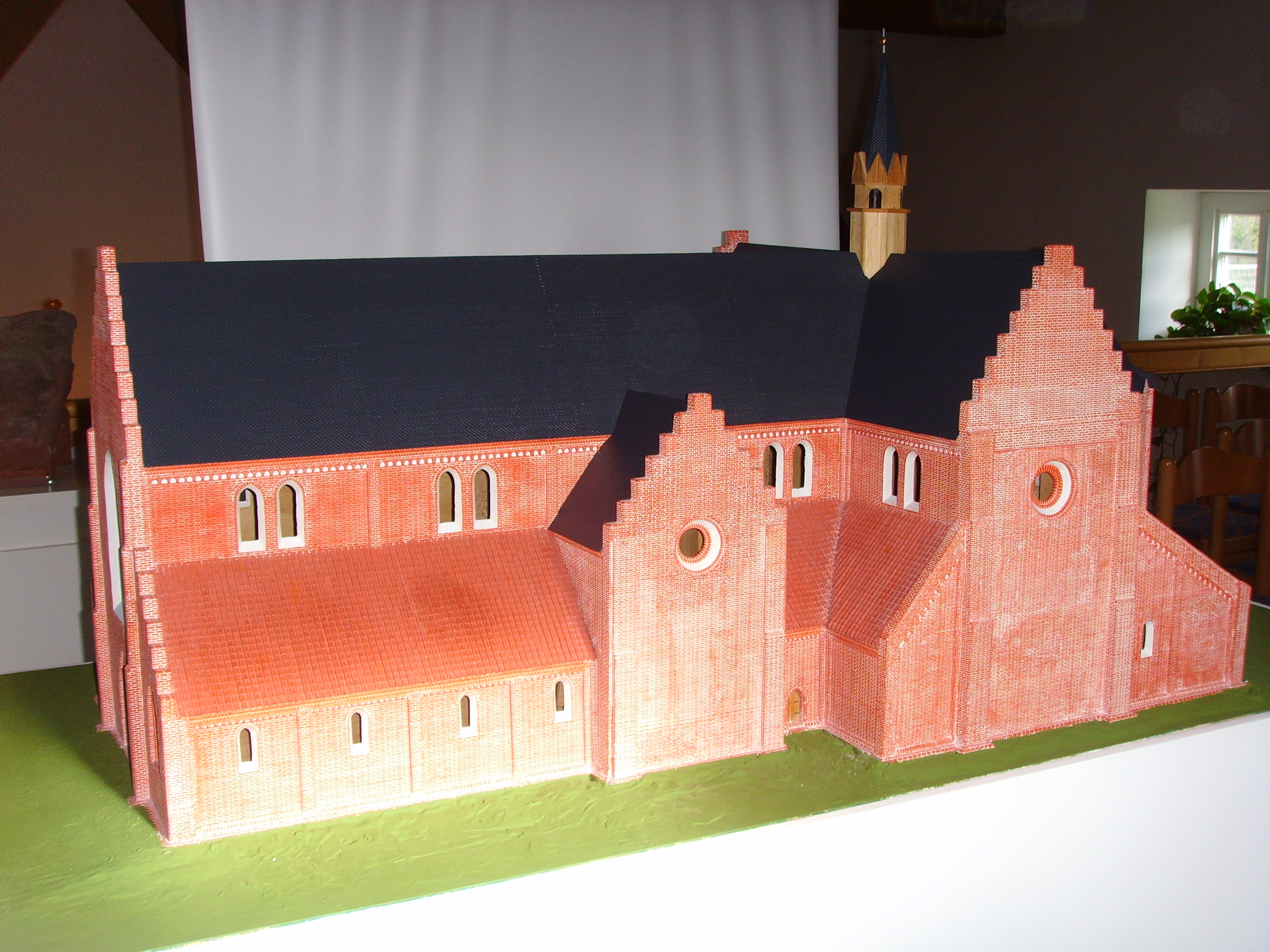
En modell av klosterkyrkan i Ihlow

Ihlow är en kommun i distriktet Aurich i det historiska landskapet Ostfriesland i den tyska delstaten Niedersachsen. Kommunen har ca 12.500 invånare och en yta på 123 km². Kommunen bildades i samband med kommunreformen 1973 genom en sammanslagning av tolv kommuner.

## Geografi
Ihlow ligger på det nordtyska låglandet. Eftersom området ligger strax ovanför havsnivån måste stora delar av kommunen kontinuerligt avvattnas.
Liksom övriga Ostfriesland präglas Ihlow av ett öppet jordbrukslandskap med åker- och ängsmark och kanaler samt av myrar. Inom kommunen finns dock även ett 350 hektar stort skogsområde, Ihlower Forst. I Ihlow finns även en naturlig insjö, Sandwater, som ligger inom ett naturskyddsområde strax söder om orten Simonswolde. I den sydöstra delen av kommunen, nära Fehntjer Tief och grannkommunen Grossefehn, finns ett annat naturskyddsområde.
Ihlow gränsar till Emden, Südbrookmerland, Aurich, Grossefehn och Moormerland.

## Historia
År 1228 grundades ett kloster inom Cisterciensorden i Ihlow. Cistercienserna hade 28 kloster i Ostfriesland och klostret i Ihlow räknades som ett av de mest betydelsefulla. Under medeltiden spelade klostret en viktig roll inom den regionala politiken och kulturen. Under den tidsperiod som brukar kallas den frisiska friheten var klostret antagligen kansli och arkiv för det frisiska Upstalsboom-förbundet.
En rad nya tekniker och metoder inom jordbruk, byggande, hantverk och vattenanläggningar spreds över Ostfriesland från klostret i Ihlow. Klosterkyrkan var 68 meter lång och 35 meter bred och var under medeltiden den största kyrkan mellan Groningen och Bremen. Som en följd av reformationen i Ostfriesland förstördes klostret år 1529.
Uppodlingen av myrmarkerna inom Ihlow började 1639 i Hüllenerfehn. Liksom på flera andra håll i Ostfriesland anlades kanaler och torven fraktades bort. Flera så kallade fehn-byar anlades. En av dessa var Ihlowerfehn, nära klosterruinen i Ihlower Forst, som grundades år 1780 och kom att bli Ihlows centralort.
En av de äldre byarna inom Ihlow är Riepe som anlades på gränsen till stora myrområden. Byn anlades för ca 1.000 år sedan i form av radhus. Kyrkan i Riepe är från 1400-talet och har bland annat ett mycket markant kyrktorn. Kyrkan och övriga delar av Riepe skadades svårt i de svåra översvämningarna i samband med julstormfloden 1717.

## Orter i Ihlows kommun
- Bangstede
- Barstede
- Ihlowerfehn (kommunens huvudort)
- Ihlowerhörn (inklusive Hüllenerfehn, Westersander och Lübbertsfehn)
- Ludwigsdorf
- Ochtelbur
- Ostersander
- Riepe (inklusive Wrantepott)
- Riepster Hammrich
- Simonswolde
- Westerende-Holzloog
- Westerende-Kirchloog

## Näringsliv
Ihlow präglas av jordbruksnäringen. Ängar, kanaler, sjöar och skogsområden har gjort att även turismen har blivit en viktig näring i kommunen, inte minst i huvudorten Ihlowerfehn och näraliggande Ihler Meer. I Ihlowerfehn finns bland annat fehnmuseet de Grootschen Hus. Sedan ett par år pågår även arkeologiska utgrävningar av klostret i Ihlower Forst, där en arkeologisk park kommer att byggas upp kring en rekonstruktion av klosterkyrkan.
Skolor finns i Ihlowerfehn, Westerende, Weene, Riepe och Simonswolde.
Vid Riepe nås motorvägen A31. Genom kommunen går även riksvägen B72 mellan Aurich och motorvägen A28. Genom kommunen går även Ems-Jade-kanalen och i Bangstede finns en liten kanalhamn. Vid hamnen i Westerende-Kirchloog finns ett varv. Inom kommunen finns ett antal industriområden, bland annat i Riepster Hammrich nära A31.